# Gérard Kobéané
Gérard Kobéané, född 24 april 1988, är en friidrottare från Burkina Faso. Han deltog vid olympiska sommarspelen 2012.